# Бристол 133
Бристол 133 (енгл. Bristol 133) је британски ловачки авион. Први лет авиона је извршен 1934. године. 

Маса празног авиона је износила 1053 килограма а нормална полетна маса 2149 килограма.

## Наоружање
| Наоружање авиона: Бристол 133  |
| Ватрено (стрељачко) наоружање  |
| Топ                            |
| Митраљез                       |
| Бомбардерско наоружање (бомбе) |
| Ракетно наоружање (ракете)     |